# 안지만
안지만(安志晩, 1983년 10월 1일 ~ )은 전 KBO 리그 삼성 라이온즈의 투수이다.

## 삼성 라이온즈시절
2002년 삼성 라이온즈의 2차 5순위(전체 40순위) 지명을 받아 입단하였다. 2005년에 오승환과 함께 불펜에서 두각을 드러내기 시작하였다. 2010년에 뛰어난 모습을 보여 주며 광저우 아시안 게임에 참가하여 금메달을 획득했다. 권혁, 정현욱과 함께 불펜의 '안정권' 트리오라는 별칭이 있다. 2011년 한국시리즈에서 4홀드로 맹활약하며 한국시리즈 우승에 기여했다. 2013년 8월 17일 넥센전에서 우완 투수로써 최초의 100홀드를 기록했다. 그리고 2014년 프로 데뷔 12년 만에 FA 자격을 획득하여 계약금 35억, 연봉 7억 5000만원으로 총액 4년 65억에 삼성과 재계약하였다. 그 뒤 2015년 6월 5일 롯데전에서는 KBO 리그 최초 개인 통산 150홀드라는 대기록을 달성했다. 하지만 윤성환, 임창용과 함께 해외원정 불법도박 혐의로 2015년 한국시리즈에 승선하지 못했고 2015년 프리미어 12에도 탈락하였다. 2016년 7월 20일에 검찰로부터 불법 스포츠 도박사이트 자금 투자와 관련한 혐의를 받고 있다는 보도까지 나오면서 삼성 라이온즈는 다음날 계약 해지를 발표함에 따라서 유니폼을 완전히 벗게 되었고, 구단에서 퇴출되었다. 퇴출 이후에는 사회인 야구 선수들을 가르치며 지도자 생활을 하고 있다.

## 국가대표팀 경력

### 2010년 광저우 아시안 게임
송은범과 함께 불펜에서 맹활약하며 금메달에 기여하였고, 병역 문제를 완전히 해결했다. 조동찬과 함께 이미 상무 야구단에 합격하였으나, 금메달로 병역 특례를 받았다.

### 2014년 인천 아시안 게임
중화 타이베이(중화민국)와의 결승전에서 1점차로 뒤진 7회말 양현종으로부터 무사 1, 3루의 위기 상황에서 등판했으나 삼진 1개를 잡아낸 후 뒤따른 두 타자를 모두 외야 플라이로 처리하면서 무실점으로 이닝을 막아냈고, 8회에도 등판하여 삼자 범퇴로 이닝을 마쳤다. 이때 위기 상황에서 등판할 시 자주 나오는 기합소리가 카메라에 잡힐 정도였고, 이 경기를 통해 팬들로부터 '안순신'이라는 별명을 받았으며, 결승전 MVP로 선정되었다.

## 별명
- 힙지만 - 그는 시합에 나갈 때마다 모자 챙을 세우면서 나가는데, 이로 인해 '힙지만'이라는 별명을 얻었다. 모자 챙을 세우게 된 이유로는 예전 삼성 라이온즈 소속이었던 강영식(현재 롯데 자이언츠)과의 내기로 모자 챙을 세웠다고 한다. 모자를 삐딱하게 쓰는 이유는 예전에 같은 팀 선배였던 양준혁이 "너는 인상이 선해서, 모자로 포인트를 줘봐라" 라고 한 후 쭉 그렇게 쓰고 있다고 한다. 중간에 마음에 안 들어 모자 챙을 다시 접었는데, 그걸 본 양준혁이"니 한번만 더 챙 접으면 죽는다."며 손수 모자 챙을 펴줬다고 한다.
- 몇 번의 예외가 있었는데, 대구상업고등학교 선배이자 삼성 라이온즈의 2군 감독으로 활동하였던 장효조가 2011년 시즌 중 암으로 갑자기 사망하자 그 무렵에는 경기에 나갔을 때 추모를 위해 모자 챙을 세우지 않았다. 그리고, 국제대회에서도 힙합모자를 쓰지 않았다.[4]
- 안순신 - 2014년 아시안 게임 야구 결승전 중화민국과의 경기에서 7회말 무사 1, 3루를 무실점으로 막아내며 우승에 기여하자 나라를 구했다며 이순신 장군에게 빗대어 지어진 별명이다.
- 칩지만, 땄지만 - 도박 및 불법 도박 사이트 개설 혐의로 방출당하면서 그가 얻은 치욕스러운 별명이다.
- 개지만-구단 말을 안 들어서 생긴 별명이다.

## 도박 논란
삼성 라이온즈가 한국시리즈 경기를 앞두고 있었던 10월 15일에 팀의 스타급 플레이어로 평가받는 간판투수 3명(오승환, 윤성환, 안지만, 임창용)이 마카오에서 바카라 도박을 즐겼다는 혐의로 검찰의 조사를 받았다. 며칠 뒤 삼성 라이온즈는 윤성환, 임창용과 함께 한국시리즈 엔트리에서 제외시켰다. 결국 팀은 두산 베어스에게 1승 4패로 패배하여 통합 5연패가 좌절되었다. 검찰 조사가 늦어지면서 같이 거론된 윤성환과 함께 삼성 라이온즈 전지훈련에 참가하였다. 2016년 4월 3일 1군에 재합류했다. 경찰은 "도박 혐의로 수사 중인 프로야구 선수들에 대한 수사를 마무리하려면 중요 참고인을 소환해야 하는데, (그들이) 외국에서 아직 안 들어오고 있으니 현재 상황이 계속될 경우 수사는 '참고인 중지' 결정으로 끝날 수 있다"라고 말하며 이들의 소재가 불분명하다고 수사 가능성을 낮게 봤다. 그러나 6월 초에 이들은 경찰 조사를 받은 것이 확인되었다. 이후 7월 중순에도 불법 도박사이트 개설에 연루되어 검찰 조사를 받았다. 2016년 7월 21일 서울지방경찰청 광역수사대는 그를 불구속 입건해 기소 의견으로 검찰에 송치했으며, 이에 삼성 라이온즈는 KBO에 계약 해지 승인을 요청하기로 결정했다. 그는 사실상 퇴출됨으로써 유니폼을 벗게 되었다.

## 퇴출 이후

### 2017년
결국 지인의 도박 사이트 개설 자금 지원과 관련한 1심 재판에서 징역 8개월, 집행 유예 2년, 120시간의 사회 봉사 명령을 선고받았다. 검찰은 수익금을 분배 약정을 했다는 점에서 안지만을 공범으로 판단했는데, 그나마 재판부에서 직접적으로 사이트 운영에는 직접 가담하지 않은 데다 그동안 이로 인해 언론의 도마에 오르내리며 손해를 받은 점을 참작해 집행 유예 처분이 내린 것이라고 한다. 하지만 안지만은 항소했다. 안지만의 항소로 재판이 장기화되는 데다, 앞서 언급했듯이 재판부도 안지만을 도박 사이트의 공범으로 판단했기 때문에 향후 야구계 복귀는 힘들 것으로 보인다.
그러나 7월 21일 항소가 기각되면서 원심이 유지되었다.
4월 17일, 안지만 소유의 수성구 파동에 있는 5층짜리 다세대 주택과 청도군에 있는 토지가 법원 경매에 올라왔다는 기사가 나왔다. 스포츠 뉴스가 아닌 경제 뉴스로 올라왔으며, 이 과정에서 해당 부동산들에 대해 삼성 구단이 21억 원의 가압류를 걸어둔 사실도 밝혀졌다. 가압류를 했다는 것으로 보아 아마도 구단에서는 계약금의 일부인 21억 원의 반환을 요구했으나, 이에 응하지 않아 가압류를 한 것으로 보인다.

### 2018년
4월 20일, 대구지방법원은 도박 개장의 혐의를 인정하여 징역 8개월, 집행 유예 2년을 선고했던 원심을 깨고 징역 6개월, 집행 유예 2년, 사회 봉사 활동 80시간을 선고했다.
5월 24일, KBO는 안지만에게 유기 실격 1년의 징계를 내렸다. 따라서 1년 동안은 어떻게 팀을 구해서 복귀하더라도 활동이 불가능하다.
8월 24일, 지난해 1월 제기된 FA 계약금 반환 소송에서 삼성 구단 측이 승소했다. 대구지법은 안지만에게 삼성 구단이 선지급한 FA 계약금 21억 2,000만 원을 반환하고 소송 비용을 부담하라는 판결을 내렸다.
현재
개인방송운영중.

## 등번호
- '63' (2002년)
- '28' (2003년 ~ 2011년, 2012년 ~ 2016년)
- '11' (2012년)

## 통산 기록
| 연 도           | 소 속           | 나 이           | 승 리 | 패 전 | 승 률 | 평 자 책 | 출 장 | 선 발 | 완 투 | 완 봉 | 세 이 브 | 홀 드 | 이 닝 | 피 안 타 | 피 홈 런 | 볼 넷 | 고 4 | 탈 삼 진 | 몸 맞 | 보 크 | 폭 투 | 실 점 | 자 책 | 타 자 수 | W H I P |
| --------------- | --------------- | --------------- | ----- | ----- | ----- | -------- | ----- | ----- | ----- | ----- | -------- | ----- | ----- | -------- | -------- | ----- | ---- | -------- | ----- | ----- | ----- | ----- | ----- | -------- | ------- |
| 2003            | 삼성            | 21              | 1     | 0     | 1.000 | 7.89     | 14    | 1     | 0     | 0     | 0        | 0     | 21.2  | 31       | 6        | 6     | 0    | 11       | 3     | 0     | 3     | 19    | 19    | 102      | 1.71    |
| 2004            | 삼성            | 22              | 0     | 0     | ----  | 7.77     | 12    | 1     | 0     | 0     | 0        | 0     | 22.0  | 30       | 7        | 9     | 1    | 13       | 3     | 0     | 0     | 19    | 19    | 106      | 1.77    |
| 2005            | 삼성            | 23              | 8     | 3     | .727  | 3.48     | 63    | 0     | 0     | 0     | 0        | 14    | 82.2  | 65       | 8        | 36    | 1    | 72       | 7     | 0     | 0     | 35    | 32    | 344      | 1.22    |
| 2006            | 삼성            | 24              | 0     | 1     | .000  | 9.00     | 7     | 0     | 0     | 0     | 0        | 2     | 6.0   | 10       | 1        | 5     | 0    | 4        | 1     | 0     | 0     | 10    | 6     | 35       | 2.50    |
| 2007            | 삼성            | 25              | 5     | 3     | .625  | 3.42     | 53    | 11    | 0     | 0     | 0        | 7     | 108.0 | 100      | 7        | 43    | 1    | 83       | 1     | 0     | 10    | 43    | 41    | 453      | 1.32    |
| 2008            | 삼성            | 26              | 5     | 1     | .833  | 2.97     | 51    | 1     | 0     | 0     | 0        | 9     | 69.2  | 67       | 5        | 28    | 1    | 64       | 2     | 0     | 1     | 25    | 23    | 296      | 1.36    |
| 2009            | 삼성            | 27              | 2     | 4     | .333  | 5.12     | 17    | 9     | 0     | 0     | 0        | 1     | 51.0  | 54       | 5        | 18    | 0    | 32       | 1     | 0     | 2     | 31    | 29    | 216      | 1.41    |
| 2010            | 삼성            | 28              | 9     | 3     | .750  | 2.74     | 67    | 0     | 0     | 0     | 9        | 8     | 92.0  | 74       | 6        | 25    | 0    | 95       | 7     | 0     | 4     | 32    | 28    | 363      | 1.08    |
| 2011            | 삼성            | 29              | 11    | 5     | .688  | 2.83     | 47    | 5     | 0     | 0     | 0        | 17    | 86.0  | 74       | 3        | 20    | 0    | 77       | 4     | 0     | 2     | 30    | 27    | 352      | 1.09    |
| 2012            | 삼성            | 30              | 1     | 2     | .333  | 1.71     | 56    | 0     | 0     | 0     | 0        | 28    | 63.1  | 42       | 1        | 20    | 2    | 58       | 0     | 0     | 1     | 12    | 12    | 246      | 0.98    |
| 2013            | 삼성            | 31              | 6     | 2     | .750  | 3.11     | 54    | 0     | 0     | 0     | 0        | 22    | 63.2  | 46       | 3        | 23    | 2    | 60       | 3     | 0     | 5     | 23    | 22    | 254      | 1.08    |
| 2014            | 삼성            | 32              | 6     | 3     | .667  | 3.75     | 55    | 0     | 0     | 0     | 1        | 27    | 62.1  | 51       | 5        | 30    | 2    | 67       | 4     | 0     | 4     | 27    | 26    | 263      | 1.30    |
| 2015            | 삼성            | 33              | 4     | 3     | .571  | 3.33     | 66    | 0     | 0     | 0     | 0        | 37    | 78.1  | 76       | 8        | 26    | 2    | 96       | 2     | 0     | 2     | 29    | 29    | 323      | 1.30    |
| KBO 통산 : 13년 | KBO 통산 : 13년 | KBO 통산 : 13년 | 58    | 30    | .659  | 3.49     | 562   | 28    | 0     | 0     | 10       | 172   | 806.2 | 720      | 65       | 289   | 12   | 732      | '     | 0     | 34    | 335   | 313   | 3353     | 1.25    |

- 시즌 기록 중 빨간 글씨는 한국 역대 최고 기록.